# RBM8A
RBM8A‏ (RNA binding motif protein 8A) هوَ بروتين يُشَفر بواسطة جين RBM8A في الإنسان.